# Mallophora scopipeda
Mallophora scopipeda là một loài ruồi trong họ Asilidae. Mallophora scopipeda được Rondani miêu tả năm 1863. Loài này phân bố ở vùng Tân nhiệt đới.